# Кофейный саксонец

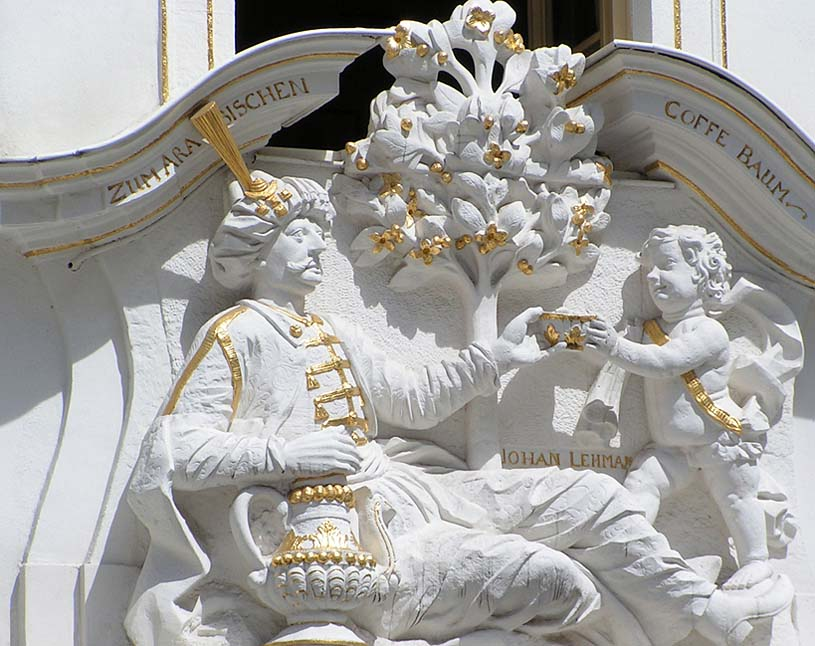
Рельеф на фасаде лейпцигской кофейни «У арабского кофейного дерева»

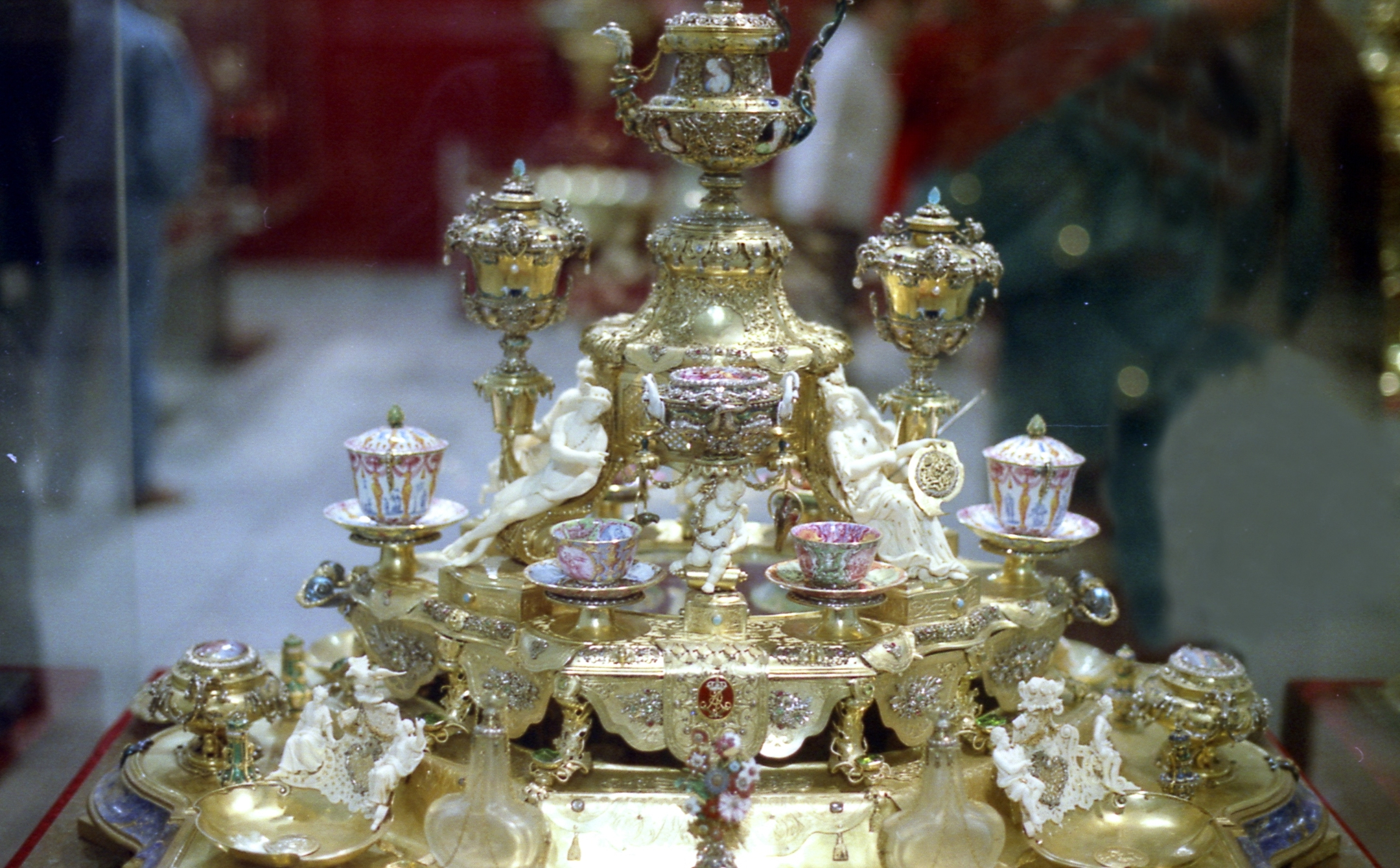
Золотой кофейный сервиз работы И. М. Динглингера

«Кофейный саксонец» (нем. Kaffeesachse) — ироническое прозвище жителей Саксонии, намекающее на их особое отношение к кофе. Эпитет восходит к эпохе саксонского курфюршества в XVIII—XIX веках, когда пропагандировалось потребление кофе наряду с чаем и шоколадом, и обнаруживается вместе с аналогичным прозвищем «суповый шваб» в «Немецком словаре» братьев Гримм. В Семилетнюю войну король Пруссии Фридрих Великий именно так презрительно называл саксонских солдат, которые отказывались идти в бой, не выпив кофе: Ohne Gaffee gönn mer nich gämpfn («Без кофе я не могу воевать!»).
Саксония сыграла во многих аспектах важную роль в развитии немецкой культуры потребления кофе, в частности, в изобретении и использовании европейского фарфора на кофепитиях при дворе и в буржуазных домах, в возникновении обычая послеобеденного кофе, а также, наряду с Веной, в распространении кофеен. На кофейный стол саксонцы подают пироги, которые в Саксонии полагается макать в кофе. Кофе в Лейпциге подавали ещё в 1694 году, а в 1697 году был издан первый статут для кофеен. Лейпцигская кофейня «У арабского кофейного дерева» — одна из старейших постоянно функционирующих кофеен в Европе. Иоганн Мельхиор Динглингер создал для короля Саксонии Августа Сильного кофейный сервиз из золота и серебра, украшенный эмалью, слоновой костью и 5600 бриллиантами, который в настоящее время хранится в музее «Зелёный свод». Проживавший в Лейпциге Иоганн Себастьян Бах в 1732—1734 годах написал «Кофейную кантату». Слабый кофе именно в Саксонии прозвали «цветочным»: в чашке мейсенского фарфора сквозь такой напиток просматривались цветочки на её дне. Саксонцы такую «бурду» не потребляли. В 1908 году уроженка Дрездена Мелитта Бенц зарегистрировала патент на изобретение бумажного кофейного фильтра.